# نفاذية (علوم الأرض)
خاصية النفاذية للتربة أو الرَّغَابَة (K) هو العامل المؤثر في حركة المياه الجوفية من منطقة التغذية إلى منطقة التفريغ، ويعتمد على خصائص التربة كحجم جزيئاتها وترتيب فتحات المسامات والشروخ التي يمر بها الماء أثناء تنقلهُ وخصائص الحركة للمائع كاللزوجة والكثافة وقوة حقل الجاذبية معاً، هذا العامل يتم التعبير عنه باستخدام قانون دارسي.
وإن لهذا العامل تأثير كبير في الصناعة النفطية حيث أن وجود النفاذية في الصخرة يعني أن النفط يمكنه الحركة من خلالها و بالتالي فإن من مثل هذه الصخور تساعد في عمليات استخراج النفط إلا أنها و في الوقت تسبب مشاكل حيث أن وجودها يؤدي إلى عمليات الهجرة التي تحصل للنفط الخام.
وحسب معادلة دارسي فإن للزوجة السائل المار من خلال الصخرة تأثير كبير على النفاذية حيث يتناسب عكسيا معها.

## النفاذية
النفاذية هي خاصية من خصائص الصخور وهي دليل على قدرة السوائل (أو الغازات) على التدفق خلال الصخور. تتيح النفاذية العالية للسوائل التحرك باستمرارية خلال الصخور. تتأثر النفاذية بالضغط الواقع على الصخرة. أما وحدة قياس النفاذية فهي دارسي وقد سميت كذلك نسبة إلى العالم هنري دارسي (1803-1858). تتراوح نفاذية الصخر الرملي من أقل من 1 حتى 50,000 مللي دارسي. فالنفاذية عموماً تتراوح بين عشرات إلى مئات المللي دارسي. إذا كانت صخرة ذات مسامية بنسبة 25% ونفاذيتها 1 مللي دارسي، فإنها لن تنتج تدفقاً كافياً للماء.